# Кирена (нимфа)
Кирена (грч. Κυρήνη) је у грчкој митологији била тесалска нимфа, кћи лапитског краља Хипсеја. Као њена мајка помиње се најада Хлиданопа. Као њен отац се помиње и речни бог Пенеј, мада је према другим изворима он заправо њен деда, а према некима се њена кристална палата налазила у водама реке овог бога. Ово име су имале још две личности из грчке митологије.

## Митологија
Кирена није волела кућне послове, већ је радије ловила звери по планини Пелион, уз изговор да је очевим говедима неопходна заштита. Кирену је запазио бог Аполон док је чувала очева стада на Пелиону и заљубио се или када јој је лично предао награду, два ловачка пса, када је победила у трчању на Пелијиним погребним играма. Хирон му је прорекао да ће му родити сина Аристаја, кога ће Геја и хоре да учине бесмртним. Пророчанство се обистинило и Аполон је Кирену златним кочијама одвео у Либију и обећао јој да ће владати богатом земљом и моћи да лови када год јој се прохте. Зато јој је подарио златну палату, краљевство и дуг живот. Према неким изворима, родила му је и видовитог сина Идмона. Према каснијој причи, по доласку у Либију, Кирена је савладала лава који је пустошио град и као награду од краља Еурипила добила део краљевства. Ту је родила два сина — Аристаја и Антуха. Према једном извору, са Арејем је имала сина Диомеда. Као отац њене деце се помиње и Абант, Мелампов син, а као њена деца још и Керан и Лисимаха. У миту се помиње да је она свог сина Аристаја научила лову, а и мудро га је саветовала; да зароби свог рођака Протеја и нареди му да призна зашто су му пчеле оболеле, а и да подигне четири олтара дријадама, како би научио како се пчеле роје. Такође, даровала му је флоту да пронађе другу домовину.

## Тумачење
Према овој нимфи је назван град Кирена, у коме се налазила фонтана која је у легенди повезана са њом. Пиндар је повезао Аристаја и њу како би ласкао наследницима Бата који је 691. п. н. е. повео колонију из Тера у Либију, где је основао поменути град и био родоначелник династије која је дуго владала. Тако су становници Кирене присвајали Аристаја као свога претка и чак према Јустину (XIII, 7), име Бат („везана језика“) је био само надимак Аполоновог сина, јер су тог бога поштовали у Тери. Међутим, Кирена је постојала као митолошки лик много пре Батовог времена. Њена веза са кентаурима указује да је била богиња магнезијанског култа коња који је пренет у Теру, јер се и Хироново име појављује у раном натпису на стени у Тери. Мит о томе да је Кирена Ареју родила Идмона, односи се на ову ранију богињу.